# Im Kyu-tae
Dans ce nom coréen, le nom de famille, Im, précède le nom personnel.
Im Kyu-tae, né le 6 janvier 1981 à Séoul, est un ancien joueur sud-coréen de tennis.

## Carrière
Lors des barrages de la Coupe Davis 2007, il remporte à Bratislava sur terre battue le match de double et contribue à la victoire de son pays avec Lee Hyung-taik contre Lukáš Lacko et Michal Mertiňák (6-0, 6-3, 6-2). Il a également joué un match contre Jesse Huta Galung lors des barrages l'année suivante, perdu sur le score de 6-3, 6-3, 5-7, 6-2.
Il a remporté 19 tournois Future dont 10 en simple et un tournoi Challenger en double à Busan en 2011, associé à Danai Udomchoke.